# John Brennan Crutchley
John Brennan Crutchley MSc., přezdívaný „Washingtonský vampýr“ (1. října 1946 Clarksburg – 30. března 2002 Bowling Green) byl americký únosce a násilník, podezřelý z vraždy více než 30 žen a dívek, byť mu žádná vražda nebyla soudně prokázána. Své oběti svazoval, injekční stříkačkou jim odebíral krev, kterou pak pil (prý mu dodávala sílu), přičemž je zároveň i znásilňoval.
Detektiv FBI Robert Ressler označil Crutchleyho za schopného sériového vraha, Crutchley však byl odsouzen jen za znásilnění a únos.

## Život

### Mládí a kariéra
Narodil se do dobře situované rodiny v Pittsburghu. Neměl moc přátel, nejraději trávil většinu času opravami elektronických přístrojů v suterénu svého domu. Tato záliba v elektronice se mu vyplácela, vydělal si velké množství peněz, nejčastěji opravoval rádia a televize.
Na vysoké škole v Defiance v Ohiu se v roce 1970 stal bakalářem fyziky a poté i magistrem na George Washington University ve Washingtonu. V roce 1969 se oženil.
Poprvé se oženil ještě v době, kdy studoval vysokou školu. Se ženou se rozvedl. Přestěhoval se do Kokoma v Indianě a pracoval ve společnosti General Motors, kde byl zodpovědný za instalaci nového bezpečnostního systému. Přitom požádal o převod na společnost Delco Electronics, kde pracoval po několik let jako elektronicky zaměřený inženýr.
V polovině sedmdesátých let byl propuštěn a přestěhoval se do Fairfax County ve Virginii, a znovu se oženil. Pracoval pro několik firem specializujících se na elektroniku v oblasti Washingtonu, DC., včetně TRW, ICA a Northrop Grumman. V této době zmizelo několik dospívajících dívek. Později se přestěhoval na Floridu a začal pracovat v roce 1983 v Harris Corporation v Palm Bay.

### Násilník
V roce 1977 zmizela pětadvacetiletá sekretářka Debbora Fitzjohnová. Byl na seznamu podezřelých, protože Debbora byla jeho přítelkyně a byla naposledy viděna živá u domu, kde žil. Nicméně byl zproštěn viny kvůli nedostatku důkazů, a to i poté, co byly o rok později nalezeny její kosterní pozůstatky.
Poté mu byly přičítány i další únosy. K některým došlo i v Pensylvánii, kde dočasně pobýval. V některých případech byla těla žen nalezena v odlehlých oblastech ve státě. Někteří vyšetřovatelé spojovali Crutchleye se zmizením dvou malých dívek-sester Katherine a Sheilly Lyonových z roku 1975. Ty bydlely ve Wheatonu v Marylandu, kde se Crutchley uvedenou dobu pohyboval. Pravděpodobně znásilnil a zabil také studentku Kathy Lynn Beattyovou v blízkosti Aspen Hill a Montgomery County, kde žila jeho žena.

### Dopadení
V pozdním listopadu 1985 v Malabaru byla u silnice nalezena nahá dospívající dívka s pouty na rukou na nohou, a plazila se po silnici. Byla odvezena do domu jednoho z řidičů, poté byla odvezena do nemocnice.
V nemocnici bylo zjištěno, že dívka ztratila téměř 45 % krve a měla zalepené vpichy na krku. Vypověděla, že ve dne stopovala a že jí zastavil nakrátko ostříhaný muž s kostěnými brýlemi. Zastavil u svého domu a pozval ji k sobě. Dívka však odmítla, a muž se na ni vrhl a škrtil ji do bezvědomí.
Dívka se probudila svázaná, s rukama přivázanýma izolační páskou ke stehnům a se zalepenými ústy, na kuchyňském stole. Únosce ji pak znásilnil a vše si natáčel na kameru. Poté ji odebral z krku krev, kterou poté vypil a říkal dívce, že je upír. Poté ji vložil do vany a odešel, a když se vrátil, celá procedura (znásilnění a pití krve) se opakovala. Druhý den ráno, po třetím znásilnění, odešel útočník opět z domu, a dívka vylezla z okna koupelny a plazila se k silnici. Lékaři se shodli na tom, že čtvrté znásilnění a pití krve by již nemohla přežít.
Dívka dala policistům popis únosce, který se shodoval s technikem Johnem Brennanem Crutchleyem. Crutchley byl zatčen tentýž den a byl u něho nalezen stoh svázaných kreditních karet.
Soud začal roku 1986. Přiznal se ke všem vraždám, ze kterých byl obviněn. Při soudních jednáních museli přítomní v soudní síni vycházet ven, protože z Crutchleyho činů se jim dělalo špatně od žaludku.
Nakonec byl Crutchley odsouzen na 50 let vězení. Na svobodu měl vyjít v roce 2036, ve věku 90 let.

### Propuštění a opětovné zatčení
Dne 8. srpna 1996 byl Crutchley podmíněně propuštěn za dobré chování na čestné slovo (parole). Jenže hned následující den byl znovu zatčen poté, co byl pozitivně testován na marihuanu. Kouření však popíral (tvrdil, že kouř vdechoval od jiného člověka).
Toto porušení čestného slova mělo dne 31. ledna 1997 za následek trest odnětí svobody na doživotí.

### Smrt
Dne 30. března 2002 spáchal ve vězení sebevraždu. Byl nalezen mrtvý ve své cele s igelitovou taškou na hlavě.